# Delia (tvåvingar)
Delia är ett släkte av tvåvingar. Delia ingår i familjen blomsterflugor.

## Bildgalleri

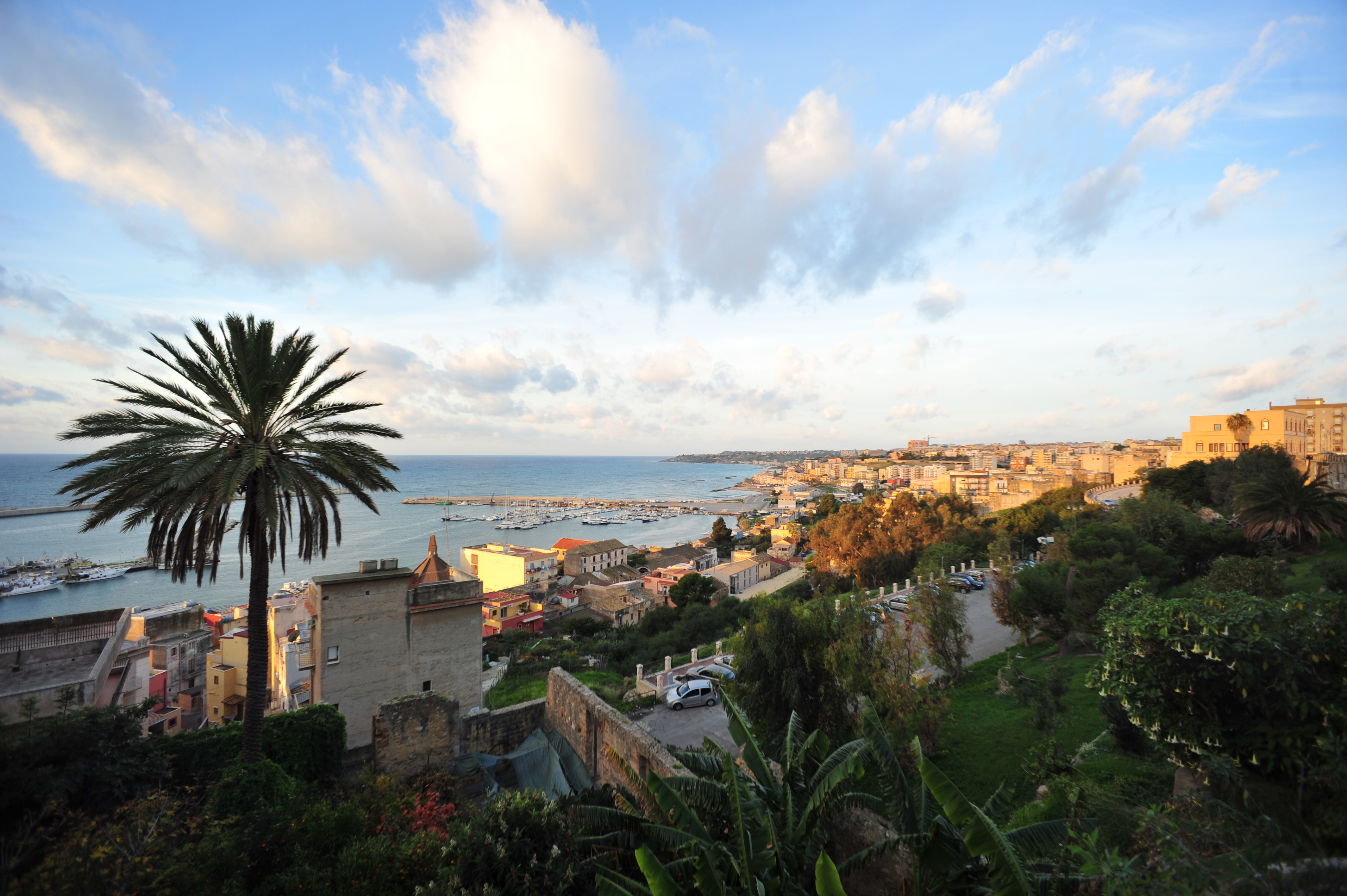

## Dottertaxa tillDelia, i alfabetisk ordning[1][2]
- Delia abruptiseta
- Delia absidata
- Delia abstracta
- Delia acadiana
- Delia aemene
- Delia agricola
- Delia alaba
- Delia alaskana
- Delia alatavensis
- Delia albipennis
- Delia albula
- Delia alternata
- Delia ancylosurstyla
- Delia andersoni
- Delia angusta
- Delia angustaeformis
- Delia angustifrons
- Delia angustissima
- Delia angustiventralis
- Delia angustiventris
- Delia aniseta
- Delia annularis
- Delia anthophila
- Delia antiqua
- Delia apicifloralis
- Delia aquitima
- Delia arambourgi
- Delia arenicola
- Delia armata
- Delia arvicola
- Delia atra
- Delia atrata
- Delia atrifrons
- Delia attenuata
- Delia augusta
- Delia auricolor
- Delia aurosialata
- Delia bacilligera
- Delia banksiana
- Delia beringiana
- Delia bernardinensis
- Delia bipartita
- Delia bipartitoides
- Delia bisciliata
- Delia bisetosa
- Delia bracata
- Delia brassicaeformis
- Delia brunnescens
- Delia bucculenta
- Delia byersi
- Delia caledonica
- Delia calthae
- Delia calviloba
- Delia cameroonica
- Delia canalis
- Delia canariensis
- Delia capensis
- Delia cardui
- Delia carduiformis
- Delia carri
- Delia cerealis
- Delia chillcotti
- Delia chirisana
- Delia chortophilina
- Delia cilifera
- Delia cilitarsis
- Delia clandestina
- Delia clavata
- Delia coarctata
- Delia coarctoides
- Delia coei
- Delia commixta
- Delia concorda
- Delia conversata
- Delia coronariae
- Delia cortesiana
- Delia cregyoglossa
- Delia crinita
- Delia criniventris
- Delia cuneata
- Delia cupricrus
- Delia curvipes
- Delia cyclocera
- Delia danae
- Delia deceptoria
- Delia deviata
- Delia diluta
- Delia discalis
- Delia dispar
- Delia dissimilipes
- Delia dolichosternita
- Delia dovreensis
- Delia duplicipectina
- Delia echinata
- Delia echinopyga
- Delia egleformis
- Delia elongata
- Delia endorsina
- Delia euremena
- Delia eurymetopa
- Delia exigua
- Delia expansa
- Delia extensa
- Delia extenuata
- Delia fabricii
- Delia fallax
- Delia fascicularis
- Delia fasciventris
- Delia felsicanalis
- Delia flavibasis
- Delia flavipes
- Delia flavitibia
- Delia flavitibiella
- Delia flavogrisea
- Delia floraliformis
- Delia floralis
- Delia florilega
- Delia formosana
- Delia fracta
- Delia frontella
- Delia frontulenta
- Delia fulvescens
- Delia fuscilateralis
- Delia fuscipennis
- Delia gallica
- Delia gansuensis
- Delia garretti
- Delia germana
- Delia giresunensis
- Delia glabra
- Delia glabritheca
- Delia gracilibacilla
- Delia gracilipes
- Delia gracilis
- Delia groenlandica
- Delia heraclei
- Delia herbicola
- Delia hirticrura
- Delia hirtitibia
- Delia hoffmannii
- Delia hudsonica
- Delia hystricosternita
- Delia hystriocosternita
- Delia impilosa
- Delia inaequalis
- Delia inconspicua
- Delia indiscreta
- Delia ineptifrons
- Delia integralis
- Delia interflua
- Delia intimata
- Delia ismayi
- Delia jilinensis
- Delia kigeziana
- Delia kullensis
- Delia kumatai
- Delia lamellicauda
- Delia lamelliseta
- Delia lamellisetoides
- Delia lasiosternum
- Delia latissima
- Delia lavata
- Delia leechi
- Delia leptinostylos
- Delia leucophoroides
- Delia linearis
- Delia lineariventris
- Delia littoralis
- Delia lobistyla
- Delia longiarista
- Delia longicauda
- Delia longicercula
- Delia longisetigera
- Delia longitheca
- Delia lupini
- Delia lupinoides
- Delia mackinleyana
- Delia madagascariensis
- Delia madoensis
- Delia majuscula
- Delia manitobensis
- Delia martini
- Delia mastigophalla
- Delia megacephala
- Delia megatricha
- Delia metatarsata
- Delia mexicana
- Delia micans
- Delia montana
- Delia montezumae
- Delia monticola
- Delia montium
- Delia montivagans
- Delia mutabilis
- Delia mutans
- Delia nemoralis
- Delia nemostylata
- Delia neomexicana
- Delia nepalensis
- Delia nigrescens
- Delia nigriabdominis
- Delia nigribasis
- Delia nigricaudata
- Delia nigripennis
- Delia nivalis
- Delia normalis
- Delia notobata
- Delia nubilalis
- Delia nuda
- Delia nudicosta
- Delia opacitas
- Delia oppidans
- Delia oregonensis
- Delia orwelliana
- Delia pacifica
- Delia pallipennis
- Delia palustris
- Delia pamirensis
- Delia pansihirta
- Delia parafrontella
- Delia parcepilosa
- Delia partivitra
- Delia parvicanalis
- Delia paupercula
- Delia pectinata
- Delia pectinator
- Delia pectinitibia
- Delia penicillaris
- Delia penicillella
- Delia penicillosa
- Delia persica
- Delia pilicerca
- Delia pilifemur
- Delia pilifera
- Delia pilimana
- Delia piliseritibia
- Delia pilitarsis
- Delia pilitibia
- Delia piliventris
- Delia piniloba
- Delia planipalpis
- Delia platura
- Delia plumosula
- Delia pluvialis
- Delia podagricicauda
- Delia polaris
- Delia pratensis
- Delia propinquina
- Delia prostriata
- Delia pruinosa
- Delia pseudechinata
- Delia pseudextensa
- Delia pseudobifascinata
- Delia pseudofugax
- Delia pseudorainieri
- Delia pseudoventralis
- Delia quadrilateralis
- Delia quadripila
- Delia quercupinetorum
- Delia radicum
- Delia rainieri
- Delia recurva
- Delia recurvata
- Delia reliquens
- Delia repens
- Delia repleta
- Delia rimiventris
- Delia riparia
- Delia robustiseta
- Delia rondanii
- Delia rossica
- Delia sanctijacobi
- Delia saxatilis
- Delia schistophalla
- Delia sclerostylata
- Delia segmentata
- Delia sequoiae
- Delia seriata
- Delia serrulata
- Delia seticauda
- Delia setifirma
- Delia setigera
- Delia setiseriata
- Delia setisissima
- Delia setitarsata
- Delia setiventris
- Delia sierricola
- Delia silvicola
- Delia simpla
- Delia simpliciana
- Delia simulata
- Delia sobrians
- Delia solidilamina
- Delia soror
- Delia sphaerobasis
- Delia spicularis
- Delia steiniella
- Delia subalpina
- Delia subinterflua
- Delia submetallica
- Delia subnigribasis
- Delia suburbana
- Delia subvesicata
- Delia tarsata
- Delia tarsifimbria
- Delia tenuiformis
- Delia tenuiventris
- Delia tenupenis
- Delia terpsichore
- Delia tessellata
- Delia tibialis
- Delia tibila
- Delia tiensuui
- Delia tornensis
- Delia trispinosa
- Delia tschekanovskyi
- Delia tumidula
- Delia turcica
- Delia turcmenica
- Delia turkestanica
- Delia umbellatarum
- Delia unduliloba
- Delia unguitigris
- Delia unica
- Delia uniseriata
- Delia unispina
- Delia urbana
- Delia ventralis
- Delia vesicata
- Delia viatica
- Delia vicina
- Delia winnemana
- Delia virgithorax
- Delia vockerothi
- Delia vulgaris
- Delia xanthobasis